# The Tunes of Two Cities
Albums de The Residents
Mark of the Mole
(1981) Intermission: Extraneous Music from the Residents' Mole Show
(1982)
The Tunes of Two Cities est le titre d'un album des Residents sorti en 1982.
Une particularité de cet album est qu'il a été un des premiers à utiliser l'E-mu, un des premiers échantillonneurs.

## Titres
1. Serenade for Missy
2. A Maze of Jigsaws
3. Mousetrap
4. God of Darkness
5. Smack Your Lips (Clap Your Teeth)
6. Praise for the Curse
7. The Secret Seed
8. Smokebeams
9. Mourning the Undead
10. Song of the Wild
11. The Evil Disposer
12. Happy Home